# Armata a 6-a Germană
Armata a 6-a a fost o armată  terestră germană, care a participat la luptele din Primul și Al Doilea Război Mondial. Este cunoscută în principal datorită implicării ei în bătălia de la Stalingrad, unde 107.800 militari ai acestei armate au fost capturați, dintre care au supraviețuit doar aproximativ 6.000. 

## Primul război mondial
În timpul primului război mondial, la comanda Armatei a 6-a s-a aflat Kronprinz (prințul moștenitor) Rupprecht von Bayern. În timpul executării operațiunii cunoscute ca Plan XVII, Armata a 6-a era staționată în sectorul central al frontului de vest, în Lorena. În august 1914, în timpul luptelor din Lorena, Armata a 6-a, sub conducerea lui Rupprecht, a reușit să facă față atacului francez folosind, tactica unei retrageri false, pentru a momi armatele franco-britanice într-o zonă puternic pregătită de germani pentru defensivă. 
După ce luptele de pe frontului de vest au ajuns într-un punct mort și războiul s-a transformat într-un conflict de tranșee, Armata a 6-a și-a avut bazele la Loos în Belgia. Pe 24 septembrie 1915, Armata a 6-a a fost ținta primului atac cu arma chimică lansat de armata britanică. În ciuda pierderilor cumplite suferite de germani, ofensiva britanică s-a împotmolit după numai câteva zile. 
În martie 1917, Armata a 6-a a fost ținta atacului forțelor britanice și canadiene în timpul bătăliei de la Vimy. Armata a 6-a, sub comanda generalului Ludwig von Falkenhausen, a suferit pierderi de peste 20.000 oameni în luptele care au urmat, fiind în cele din urmă alungată de pe culmea Vimy de canadieni. 

#### Comandanți
- Kronprinz Rupprecht von Bayern
- Generalul Ludwig von Falkenhausen

## Al doilea război mondial

### Campania din vest
La începutul celui de-al doilea război mondial, această Armată era numită „a 10-a” și a fost formată pe 10 octombrie 1939, avându-l la comandă pe generalul Walther von Reichenau. Prima misiune a Armatei a fost apărarea frontierei occidentală a Germaniei împotriva atacurilor franco-engleze în timpul campaniei din Polonia. În timpul invadării Olandei și Belgiei, Armata a 10-a a cooperat cu unități de parașutiști pentru distrugerea fortificațiilor la Eben Emael, Liège și Namur. Odată intrată în Franța, Armata a 10-a a participat la mai multe lupte, dintre care cea mai importantă a fost atacul asupra Parisului de pe 12 iunie 1940. 

### Campania din răsărit
Armata a fost redenumită „a 6-a” și și-a început luptele pe frontul de răsărit împotriva Uniunii Sovietice, fiind considerată vârful de lance al Grupului de Armate Sud. La scurtă vreme după ce a fost avansat felmareșal, von Reichenau a murit într-un accident aviatic la 17 ianuarie 1942. El a fost succedat de fostul său șef al Statului Major, General der Panzertruppen (trupe blindate) Friedrich Paulus. Paulus a condus Armata a 6-a la victorie în timpul luptelor pentru cucerirea Harkovului din 1942. Această victorie avea să pecetluiască soarta Armatei a 6-a, deoarece OKW-ul i-a dat apoi ca sarcină cucerirea Stalingradul. Armata a 6-a nu a reușit să cucerească orașul, iar în timpul contratacului sovietic din 22-23 noiembrie, a ajuns să fie din asediator - asediat și încercuit. Pentru eliberarea Armatei a 6-a din încercuire a fost concepută Operațiunea Wintergewitter de sub comanda Erich von Manstein, operațiune care a eșuat în cele din urmă. Paulus a fost promovat prin radio de Hitler la gradul de Generalfeldmarschall pe 31 ianuarie 1943. De-a lungul istoriei armatei germane, niciun feldmareșal nu capitulase până la acea dată. Cu alte cuvinte, Adolf Hitler se aștepta ca Paulus să lupte până la ultimul om și să se sinucidă pentru a nu cădea prizonier. Paulus a ales însă să capituleze alături de resturile armatei sale. Capitularea Armatei a 6-a la Stalingrad a fost cel mai mare dezastru militar din istoria Germaniei.

### Reformarea – luptele pe frontul de răsărit
Hitler a dat ordine pentru crearea unei noi Armate a 6-a, care avea să fie constituită pe 5 martie 1943 și pusă sub comanda generalului Karl-Adolf Hollidt. Noua Armată a 6-a a luptat în cadrul Grupului de Atmate Sud în Ucraina și România. Această Armată a 6-a a fost distrusă de sovietici în timpul Operațiunii Iași-Chișinău, dar de această dată, cartierul general al armatei a reușit să scape. Armata a 6-a a fost singura armată germană încercuită și distrusă de două ori până la capitularea Germaniei în 1945. 
Din elementele care supraviețuiseră luptelor din România, Armata a 5-a a fost recreată și, sub comanda generalului de artilerie Maximilian Fretter-Pico, a reușit să distrugă trei corpuri sovietice de tancuri în timpul bătăliei de la Debrețin. În acele timpuri, sub comanda Armatei a 6-a, cunoscută și ca Armeegruppe Fretter-Pico, lupta și Armata a 2-a ungară. 
În continuare a urmat o lungă serie de înfrângeri. În timpul bătăliei de la Budapesta, o mare unitate de vânători de munte a Armatei a 6-a a fost încercuită. Toate încercările de eliberare a IX. SS-Gebirgskorps au dat greș. Armata a 6-a, parte acum a Armeegruppe Balck, a participat la Operațiunea Frühlingserwachen. Ultima luptă importantă a Armatei a 6-a a fost în cadrul Operațiunii Viena. Rămășițele Armatei a 6-a au capitulat în fața americanilor pe 9 mai 1945. 

### Comandanți
- Feldmareșal Walther von Reichenau (10 octombrie 1939 - 29 decembrie 1941)
- Feldmareșal Friedrich Paulus (30 decembrie 1941 - 3 februarie 1943)
- General Karl-Adolf Hollidt (5 martie 1943 - 7 aprilie 1944)
- General Maximilian de Angelis (8 aprilie 1944 - 16 iulie 1944)
- General Maximilian Fretter-Pico (17 iulie 1944 - 22 decembrie 1944)
- General Hermann Balck (23 decembrie 1944 - 8 mai 1945)